# (3623) Chaplin
(3623) Chaplin (1981 TG2) – planetoida z grupy pasa głównego asteroid okrążająca Słońce w ciągu 4,82 lat w średniej odległości 2,85 au Odkryła ją Ludmiła Karaczkina 4 października 1981 roku.